# Шаипов, Мухашят Хусяинович
Мухашят Хусяинович Шаипов (2 февраля 1922, Синорово, Пензенская губерния — 27 октября 2000, Минск) — участник Великой Отечественной войны, лётчик-истребитель, гвардии лейтенант. Заслуженный тренер БССР по парашютному спорту, лётчик-инструктор Минского аэроклуба. Установил 10 всемирных рекордов в парашютном спорте.

## Биография
Мухашят Хусяинович Шаипов родился 5 февраля 1922 года в селе Татарская Шукша, Пензенская губерния и относился к татарскому субэтносу мишари. С 23 октября 1941 года в Красной Армии.

### Великая Отечественная война

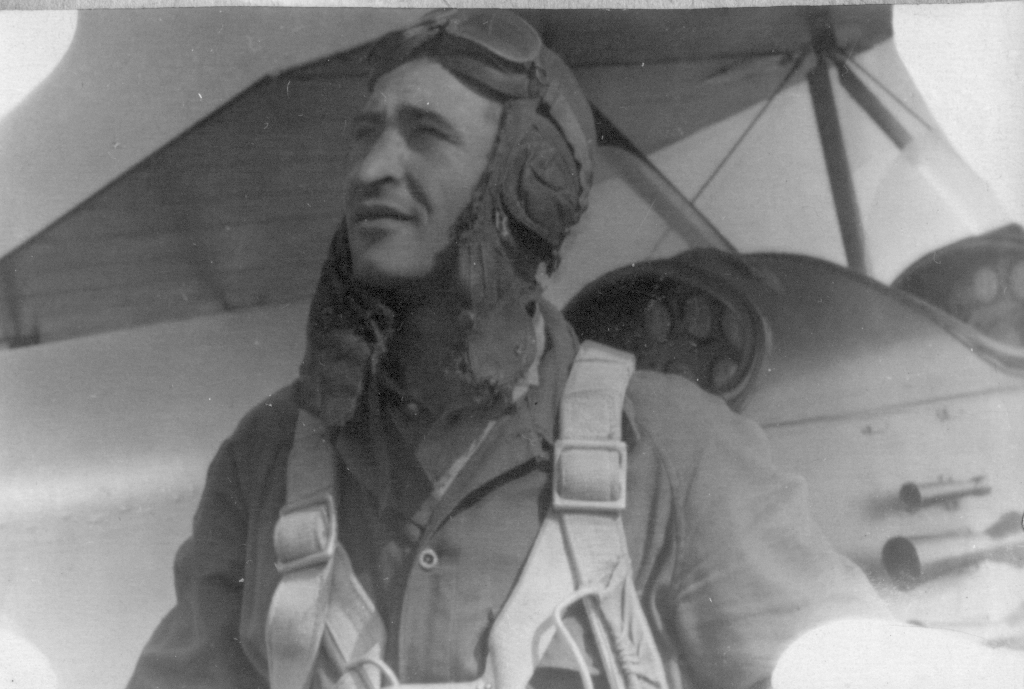
М. Шаипов возле самолёта

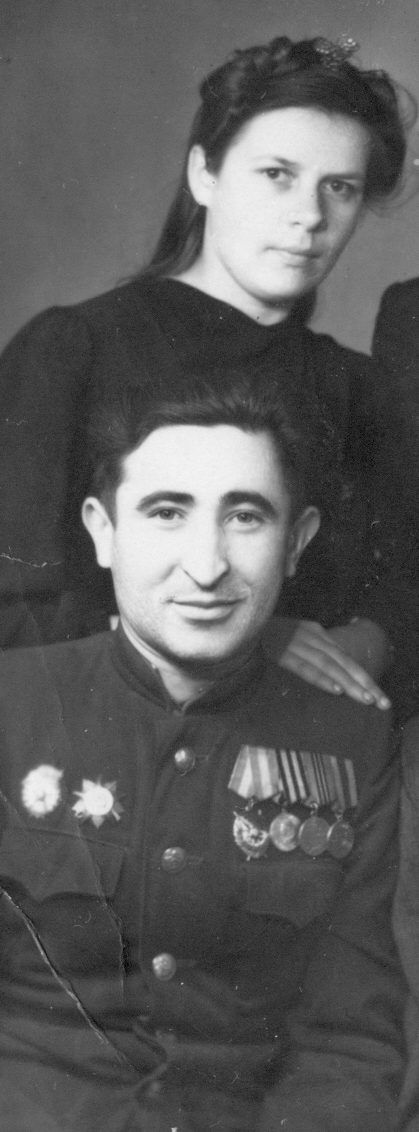
Мухашят Шаипов и его жена Елена Красовская

Участник Великой Отечественной войны. За период с октября 1943 по апрель 1944 сделал на самолёте Ла-5 37 боевых вылетов, провёл 14 воздушных боёв. Уничтожил 2 автомашины с грузом и до 10 солдат и офицеров противника. Лично сбил 1 самолёт противника ХЕ-111.
6 ноября 1943 года получил лёгкое ранение левой ноги.
После награждения за период с 13 октября 1944 по 7 февраля 1945 года М. Шаипов совершил на самолете Ла-5 64 боевых вылета, из них: на прикрытие наземных войск — 47, на разведку — 4, на штурмовку — 10 и на свободную «охоту» — 3. За этот период провел 10 воздушных боёв, в которых лично сбил 2 самолета противника ФВ-190.
1 февраля 1945, выполняя задание по прикрытию своих войск в районе к западу от Козеля, Шаипов встретил группу самолётов противника из четырёх ФВ-190. Дерзко атаковал ведомого второй пары, сбил ФВ-190, который упал на северо-запад от Козеля. Продолжая выполнять задание, в районе Рацибужа встретил 16 самолетов ФВ-190. Имея преимущество в высоте над самолетами противника, Шаипов атаковал ведомого задней пары и сбил его.
25 февраля 1945 года Шаипов в группе 4 самолётов вылетел на бомбометание со штурмовкой окружённой группировки в городе Бреслау. В районе города, на северном берегу р. Одер группа обнаружила артиллерийскую огневую позицию, сбросила с пикирования на цель бомбы, которые легли в центре артбатарея, заставив её замолчать. Этим самым была дана возможность наземным силам выполнить боевую задачу. Группа продолжала штурмовать артбатарею, прикрывая продвижение наземных войск.
В воздушных боях за этот период был дважды легко ранен, 15 апреля и 16 июля 1944 года, после чего находился на лечении в больнице.

### После войны
В 1963 году закончив полеты в связи с ухудшением здоровья, М. X. Шаипов ушёл из аэроклуба и работал техником-наладчиком в одной из лабораторий Института тепло- и массообмена Академии наук БССР, а вечерами, возглавляя народную волонтерскую дружину, следил за порядком на улицах родного города.
Умер в городе Минске и был похоронен на родине жены в д. Новины Березинского района.

### Семья
Был женат на Елене Гавриловне Красовской, она во время войны была фельдшером медицинской службы в батальоне, который обслуживал лётные части. Только за 1944-45 годы ею лично была оказана медпомощь 1250 больным, из которых 85 % были из летных частей. Детей не имели.

## Спортивная карьера
Лётчик 40-го гвардейского истребительного авиаполка М. X. Шаипов уволился из армии в 1946 году и сразу же пошёл в Минский аэроклуб, где возглавил учебный парашютный отряд. Здесь он получил звание мастера парашютного спорта СССР и стал заслуженным тренером БССР по парашютному спорту. Здесь же он установил 10 мировых рекордов по различным видам парашютного спорта. Воспитал плеяду выдающихся спортсменов — летчиков и парашютистов.

### Описание некоторых рекордов М. Шаипова
- 13 июля 1953 года парашютист Центрального аэроклуба БССР мастер спорта М. Шаипов, выполняя одиночный дневной прыжок с парашютом на точность приземления с высоты 1000 метров, показал среднее отклонение от центра посадочного круга 6,71 м, установив всесоюзный рекорд[7].
- 26 июня 1958 года на аэродроме «Боровая» парашютисты М. Шаипов, Ю. Вечера, Г. Поддубоцкий и В. Наливайко установили мировой рекорд в групповом прыжке днем с высоты 1,5 тысяч метров без задержки. Отклонение от центра 4,09 м[8][9].
- 6 июня 1961 года на Боровой парашютисты В. Урбанович, Ю. Вечера, Р. Петровский и М. Шаипов установили мировой рекорд в групповом прыжке на точность приземления с высоты 600 метров с задержкой раскрытия парашюта. Среднее отклонение от центра при приземлении составило 2,51 метра[10][11].